# Bitwa przy przeprawie Redwood
Bitwa o przeprawę Redwood – starcie zbrojne, które miało miejsce 18 sierpnia 1862 w trakcie Powstania Dakotów w Minnesocie.

## Przebieg bitwy
Po otrzymaniu wiadomości o ataku na Dolną Agencję, w jej kierunku wyruszył kapitan John S. Marsh wraz z 46 (lub 47) żołnierzami i tłumaczem Peterem Quinnem. 
Żołnierze załadowali się na prom na przeprawie Redwood, gdy zostali nagle zaatakowani przez przeważające siły Santee Dakotów.
Gdy zaczęła się kończyć amunicja Marsh rozkazał swym ludziom dotrzeć wpław do brzegu. Marsh nie dotarł jednak do brzegu – utonął podczas próby ucieczki.
Łącznie zginęło 25–26 żołnierzy jednakże panują rozbieżności co do przyczyny ich śmierci.